# Umma Party

Le Umma Party était un parti politique zanzibarite. Il a été fondé en 1963 par des Arabes socialistes mécontents du parti dominant, le Parti nationaliste de Zanzibar. Il était dirigé par Abdulrahman Mohamed Babu et soutenu par le Parti Afro-Shirazi pendant la révolution de Zanzibar en 1964. Babu est devenu ministre des Affaires étrangères après la révolution.